# De Kleine Cervantes

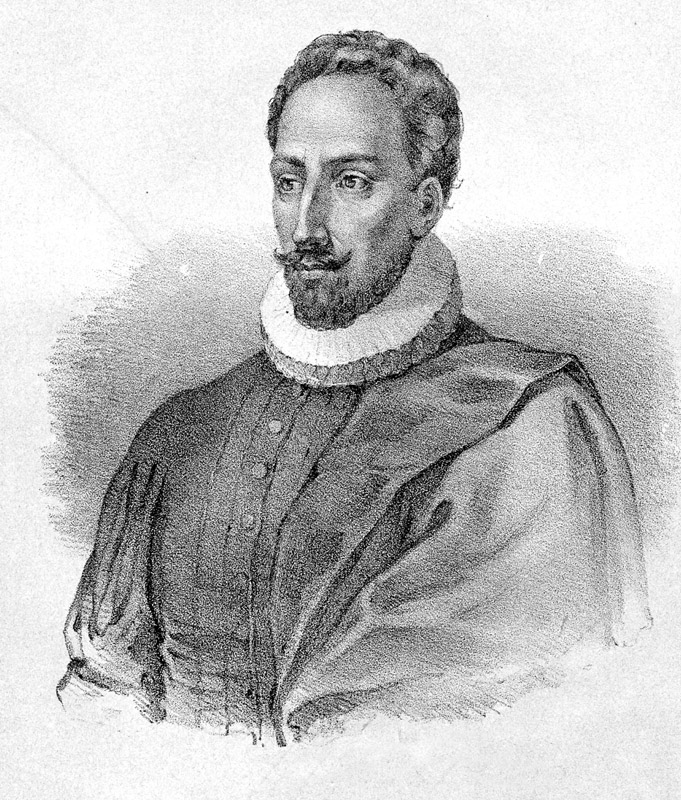
Miguel de Cervantes (1547–1616), naamgever van de prijs

De Kleine Cervantes is een jaarlijkse jeugdliteratuurprijs van de stad Gent in België. De prijs is genoemd naar de Spaanse auteur Miguel de Cervantes. De prijs wordt sinds 1999 uitgereikt, op of rond 23 april, Wereldboekendag.

## Werkwijze
Jurygroepjes van Gentse leerlingen uit de eerste graad van het middelbaar onderwijs gaan ieder jaar, gecoacht door een leerkracht, aan de slag met een shortlist van geselecteerde boeken in creatieve workshops en debatten, om vervolgens een winnaar te kiezen.
De shortlist wordt samengesteld door de Gentse jongerenbibliotheek, de KOPERGIETERY en andere vrijwilligers en deskundigen op het gebied van jeugdliteratuur.

## Winnaars van De Kleine Cervantes
- 2025 - Met jou is het anders, Hanne Eerdekens[2]
- 2024 - De voorlezer van de sultan, Inez van Loon
- 2023 - Noem geen namen, Astrid Sy
- 2022 - Wij blijven bij elkaar, Martine Letterie
- 2021 - IJzerkop, Jean-Claude van Rijckeghem
- 2020 - De Schaduwen van Radovar, Marloes Morshuis
- 2019 - Oorlog in een koffer, Berti Persoons
- 2018 - Dromer, Saskia Maaskant
- 2017 - Grensgangers, Aline Sax
- 2016 - Honderd uur nacht, Anna Woltz
- 2015 - Ule, ik was 14 in 1914, Marc De Bel
- 2014 - Kelderkind, Kristien Dieltiens
- 2013 - Vuurkraal, Noëlla Elpers
- 2012 - Galgenmeid, Jean-Claude van Rijckeghem en Pat van Beirs
- 2011 - Ik denk dat het liefde was, Kathleen Vereecken
- 2010 - Vliegen zonder vleugels, Gerda Van Erkel
- 2009 - Dolores!, Noëlla Elpers
- 2008 - Wij, 2 jongens, Aline Sax
- 2007 - Jonkvrouw, Jean-Claude van Rijckeghem en Pat van Beirs
- 2006 - Huilen naar de maan, Gerda van Erkel
- 2005 - Lopen voor je leven, Els Beerten
- 2004 - Woestepet, Henri van Daele
- 2003 - Abigael, Iny Driessen
- 2002 - Zwarte sneeuw, Simone van der Vlugt
- 2001 - Het verborgen dorp, Ron Langenus
- 2000 - De tijd is een cirkel, Malika Oulad-Chaâra
- 1999 - Pijnstillers, Carry Slee